# Domàs

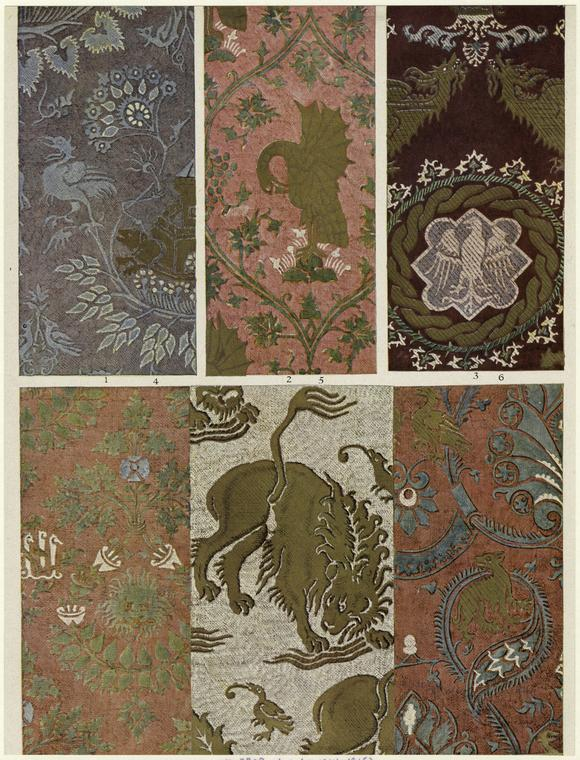
Domassos de seda policromada italiana,

Domàso damàs (de l'àrab: دمشق, Dimaxq, ‘Damasc’, a través de la forma catalana medieval del nom d'aquesta ciutat, Damàs o Domàs) és un teixit estampat reversible de seda, llana, lli, cotó o fibres sintètiques, amb un dibuix format pel teixit. Els domassos es teixeixen amb un fil d'ordit i un fil de trama, generalment amb el patró en teixit de setí amb cara d'ordit i el sòl en teixit de trama o setí. Els domassos de sarja inclouen un patró teixit de sarja.

## Història

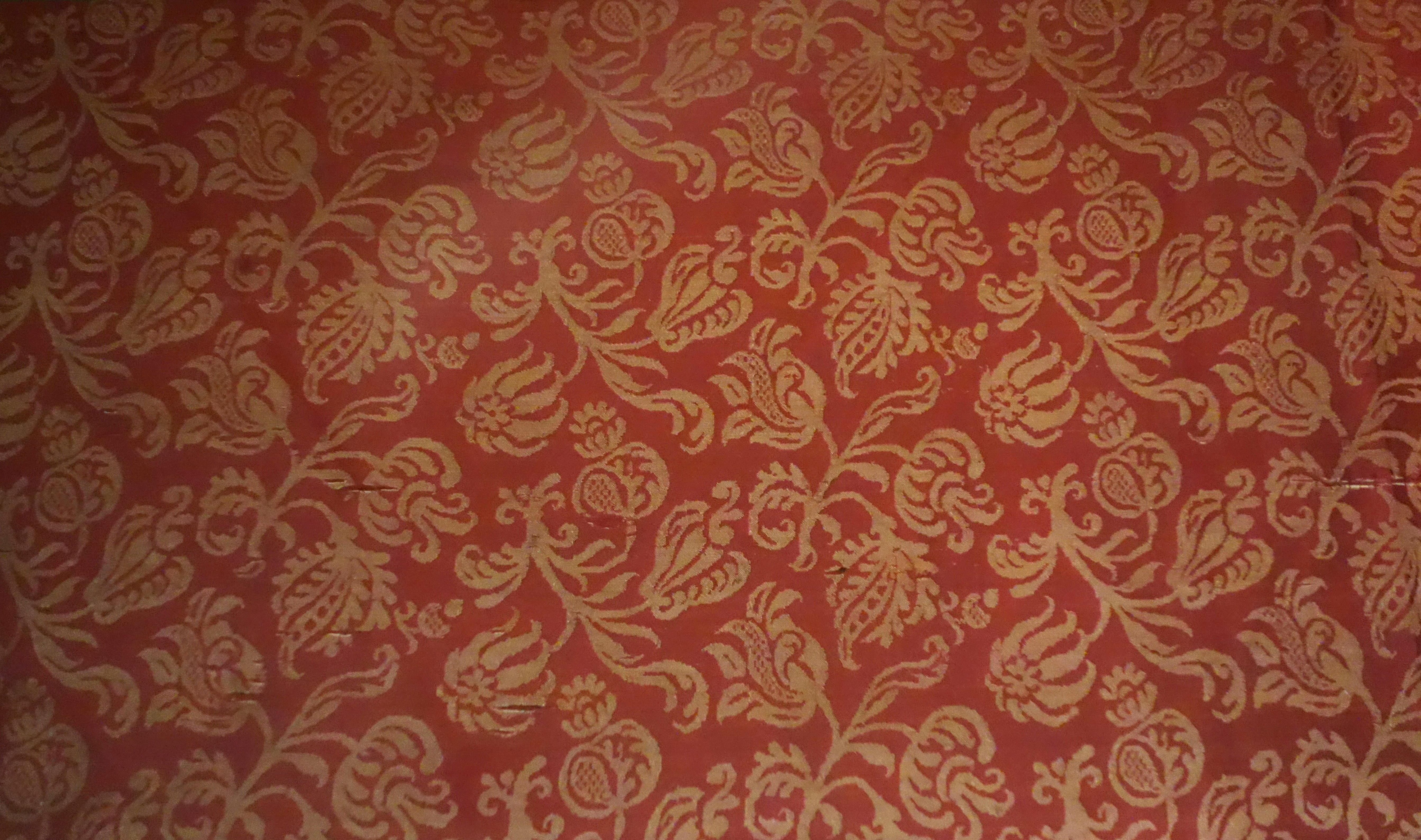
Domàs amb branquetes de flors, Itàlia, barroc, 1600–1650, domàs de seda bicolor

La manufactura de domàs va ser una de les cinc tècniques bàsiques de teixir —les altres eren tafetà, sarja, lampàs i tapís— dels centres de teixit bizantins i de l'Orient Mitjà de la primera edat mitjana. A la vida nòmada diària, aquesta forma de teixit era emprada generalment per dones, en el curs d'ocupacions com ara la confecció de catifes. Les dones recollien la matèria primera dels animals de pastura i els tints de la flora local com ara baies, insectes o herbes. Cada dona crearia una seqüència de patrons especialitzada i l'ús del color que era habitual per al seu grup ètnic i fins i tot per a ella mateixa. Aquestes tècniques sovint es transmetien també de mare a filla.
A la Xina, es van desenvolupar telers de dibuix amb un gran nombre de lliços per teixir domassos amb patrons molt complicats. Els xinesos poden haver produït domassos ja a la dinastia Tang (618–907). Els domassos deriven el seu nom de la ciutat de Damasc, en aquell període una gran ciutat activa tant en el comerç (com a part de la ruta de la seda) com en la fabricació. Els domassos es van fer escassos després del segle ix fora de l'Àndalus, però van ser reviscuts en alguns llocs al segle xiii.
El terme domàs va aparèixer per primera vegada en els registres d'una llengua d'Europa occidental a mitjans del segle xiv en francès. Al segle xiv, a Itàlia, els domassos es teixien en telers. Del segle xiv al xvi, la majoria dels domassos es van teixir d'un sol color amb un patró brillant de setí amb cara d'ordit sobre un fons més apagat. Els domassos de dos colors tenien ordits i trames de colors contrastats i els domassos policroms afegeixen or i altres fils metàl·lics o colors addicionals com a trames de brocat suplementàries. Els domassos medievals es teixien normalment amb seda, però els teixidors també produïen domassos de llana i de lli. Al segle xix, la invenció del teler Jacquard que s'automatitzava amb un sistema de targetes perforades, va fer que el teixir del domàs fos més ràpid i econòmic.

## Ús modern

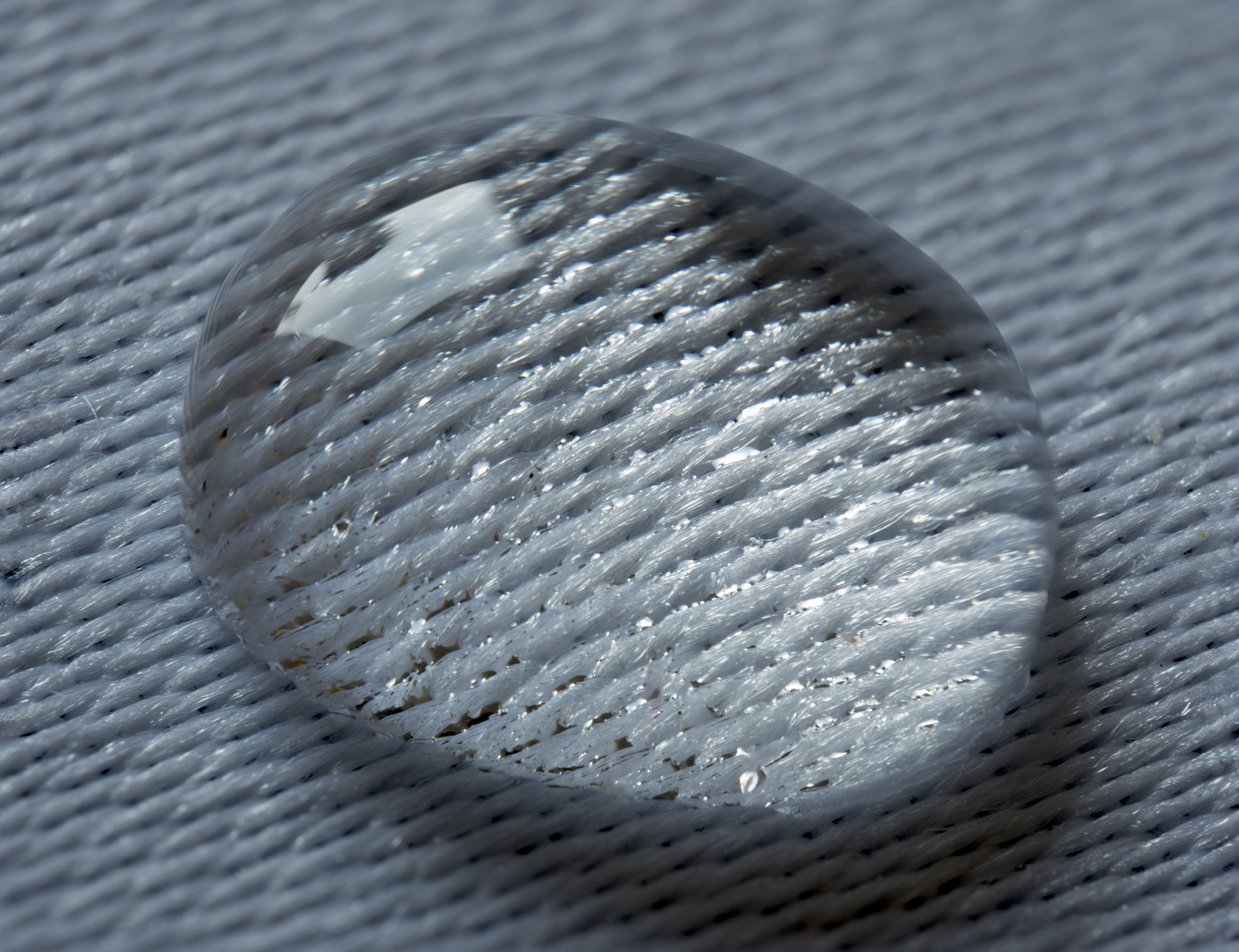
Domàs com a estovalles. La gota d'aigua es troba a la superfície degut a la baixa absorció del domàs.

Els domassos moderns es teixeixen en telers Jacquard informatitzats. Els teixits de domàs es produeixen habitualment en teixits monocromàtics (d'un sol color) de seda, lli o fibres sintètiques com el raió i presenten patrons de flors, fruites i altres dissenys. Els llargs flotadors de fils d'ordit i de trama teixits de setí provoquen reflexos suaus a la tela que reflecteixen la llum de manera diferent segons la posició de l'observador. Els teixits de domàs apareixen amb més freqüència a la roba de taula i a les teles de mobiliari, però també s'utilitzen per a la roba. El teixit domàs s'utilitza àmpliament a la indústria de la moda per la seva versatilitat i acabat d'alta qualitat. El domàs s'utilitza generalment per a peces de qualitat mitjana a alta, és a dir, l'etiqueta tendeix a tenir una definició més alta i un aspecte més «car».